# Великоходачковский сельский совет (Козовский район)
Великоходачковский сельский совет (укр. Великоходачківська сільська рада) — входит в состав
Козовского района
Тернопольской области
Украины.
Административный центр сельского совета находится в 
с. Великий Ходачков.

## Населённые пункты совета
- с. Великий Ходачков